# Banda de Pau e Corda
Banda Pau e Corda é um grupo musical brasileiro formado no Recife em dezembro de 1972 com a proposta de valorizar os ritmos nordestinos, misturando música e poesia. Era constituído originariamente por Roberto Andrade, bateria; Waltinho, violão; Sérgio, voz; Paulinho, baixo; Netinho, viola e Beto Johnson, flauta.
Ao longo do tempo, sua formação foi mudando bastante, com os três irmãos Sérgio, Roberto e Waltinho, sendo o elo de ligação entre as origens do grupo e os dias atuais. Em 2017, dois de seus fundadores faleceram: Roberto Andrade, em agosto, e Paulinho, em dezembro. Atualmente, Sérgio Andrade, Sérgio Eduardo, Julio Rangel, Zé Freire, Yko Brasil e Alexandre Baros seguem levando a música da Banda para todo o país. De Waltinho são quase todos os arranjos e a maior parte das composição - sempre em parceria com Roberto ou Sérgio Andrade.
Em dezembro de 2006 a Banda viajou até a Argélia onde se apresentou no Congresso Mundial dos Povos e Culturas dos Desertos, em Argel, como representante do Brasil no evento. Em 2008 representou o Brasil no Festival da Lusofonia, em Macau. Apesar de ter reduzido suas atividades ao nível local nos últimos anos, a Banda de Pau e Corda nunca parou, sendo presença constante nos carnavais e festas de São João em Pernambuco.
Com um ano de atraso, comemorou em julho de 2018 os seus 45 anos, com show realizado no Cine Theatro Brasil Vallourec, em Belo Horizonte. O show foi registrado e transformado num CD ao vivo, o primeiro do grupo, lançado em maio de 2019 pela Kuarup.

## Discografia
- 45 Anos ao Vivo (2019)
- 2 em 1 - Vivência e Redenção (2001)
- O Melhor da Banda de Pau e Corda (1995)
- Acervo Especial - Banda de Pau e Corda (1994)
- Cristalina (1992)
- O Outro Lado da Banda (1990)
- O Maior Forró do Mundo (1986) - com Quinteto Violado, Nana Rocha e Pinto do Acordeon
- Coisa da Gente (1982)
- Nossa Dança (1981)
- Frevo - Pelas Ruas de Recife (1979)
- Arruar (1978)
- Assim… Amém' (1976)
- Redenção (1974)
- Vivência (1973)

## Prêmios e indicações

### Grammy Latino
| Ano  | Categoria                                   | Indicação                                   | Resultado |
| ---- | ------------------------------------------- | ------------------------------------------- | --------- |
| 2022 | Melhor Álbum de Raízes em Língua Portuguesa | Na Estrada Ao Vivo (Part. Quinteto Violado) | Indicado  |